# Eana clercana
Eana clercana is een vlinder uit de familie bladrollers (Tortricidae). De wetenschappelijke naam is voor het eerst geldig gepubliceerd in 1908 door Joannis.
De soort komt voor in Europa.